# Machaeropterus
Genre
Machaeropterus est un genre d'oiseaux de la famille des Pipridae.

## Liste des espèces
Selon la classification de référence du Congrès ornithologique international (version 14.1, 2024) :
- Machaeropterus deliciosus (Sclater, PL, 1860) - Manakin à ailes blanches ;
- Machaeropterus regulus (Hahn, 1819) - Manakin rubis ;
- Machaeropterus striolatus (Bonaparte, 1838) - Manakin strié ;
  - Machaeropterus striolatus antioquiae Chapman, 1924
  - Machaeropterus striolatus striolatus (Bonaparte, 1838)
  - Machaeropterus striolatus obscurostriatus Phelps & Gilliard, 1941
  - Machaeropterus striolatus zulianus Phelps & Phelps Jr, 1952
  - Machaeropterus striolatus aureopectus Phelps & Gilliard, 1941
- Machaeropterus eckelberryi (Lane, Kratter & O'Neill, 2017) - Manakin d'Eckelberry ;
- Machaeropterus pyrocephalus (Sclater, PL, 1852) - Manakin tête-de-feu ;
  - Machaeropterus pyrocephalus pallidiceps Zimmer, JT, 1936
  - Machaeropterus pyrocephalus pyrocephalus (Sclater, PL, 1852)